# سن-گابریل-دو-والکارتیه، کبک
سن-گابریل-دو-والکارتیه (به فرانسوی: Saint-Gabriel-de-Valcartier) شهری در منطقه شهری لا ژاک-کارتیه ناحیه کاپیتل-ناسیونال در استان کبک کانادا است. در سرشماری سال ۲۰۱۱ این شهر ۲٬۵۶۱ نفر جمعیت داشته‌است و مساحت آن ۴۴۱٫۱۷ کیلومتر مربع است.